# Ma-2130
La Ma-2130 es una carretera local de Mallorca. Une la ciudad española de Inca con el Monasterio de Lluc, en el término municipal de Escorca.

## Nomenclatura
La Ma-2130 es una carretera local que pertenece al Consejo Insular de Mallorca. Conecta el municipio de Inca, principal población de la comarca de Raiguer. En su nomenclatura, "Ma" indica que es una carretera localizada en la isla de Mallorca y "2130" es el número que recibe dicha carretera, según el orden establecido para la nomenclatura de las carreteras locales de Mallorca.

## Trazado
La Ma-2130 se inicia en Inca, cerca de la Ma-13A y se dirige hacia en norte, en dirección a la Sierra de Tramontana. Pasado el Torrente de Masanella la carretera llega a Selva y a Caimari. Pasada la localidad de Selva se inicia una carretera montañosa que concluye en el Monasterio de Lluc, donde enlaza con la Ma-10.

## Conexiones

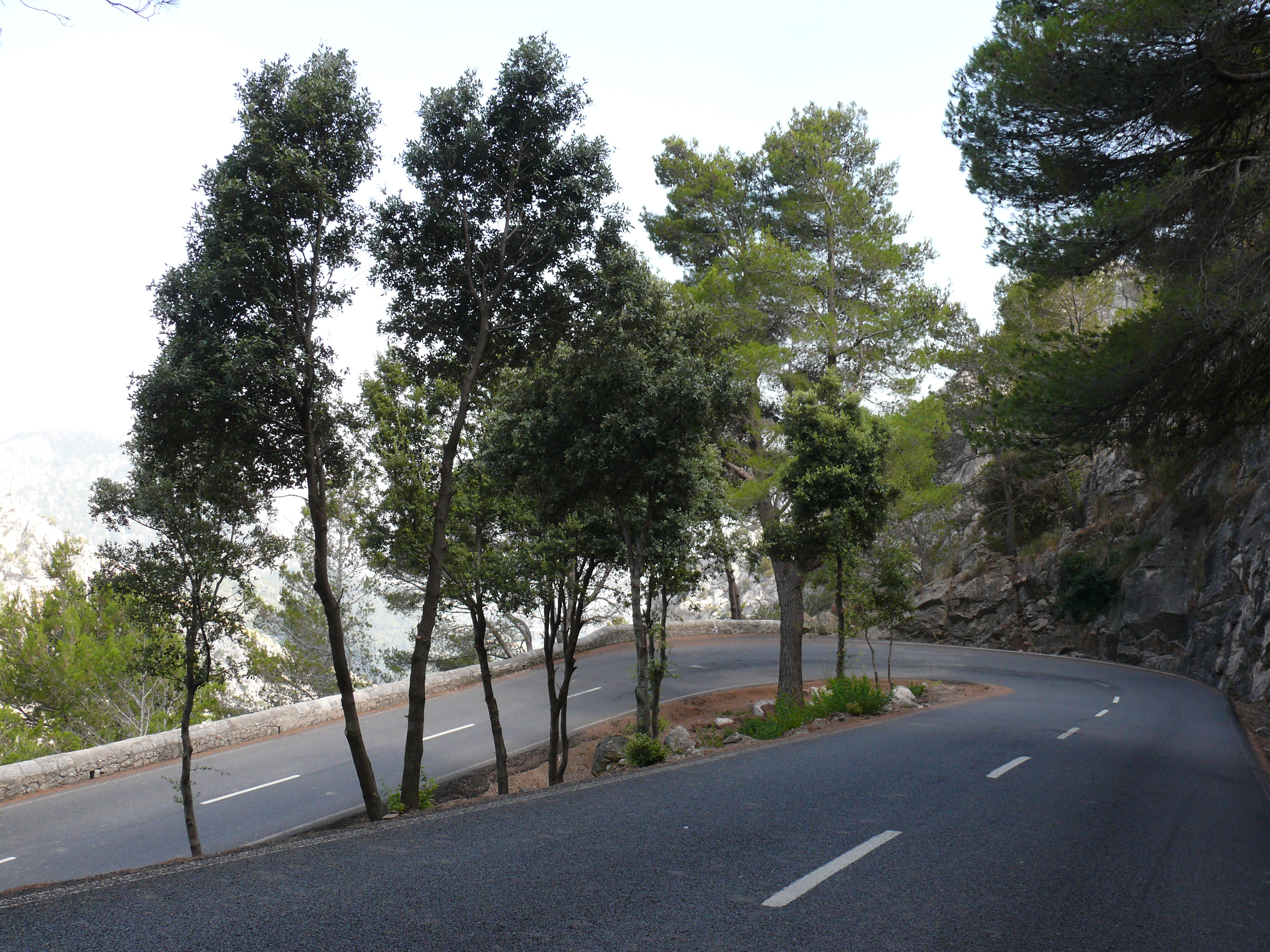
Curva en un tramo de carretera cercano al Monasterio de Lluc.

| PK   | Localidad                    | Carretera que enlaza |
| ---- | ---------------------------- | -------------------- |
| 0    | Inca                         | Ma-13A               |
| 3,5  | Selva                        | Ma-2114              |
| 4    | Selva                        | Ma-2131              |
| 5,9  | Caimari (Selva)              | Ma-2112              |
| 14,4 | Escorca                      | Ma-10                |
| 16,5 | Monasterio de Lluc (Escorca) | Ma-2140              |